# Wörner
De Wörner is een 2476 meter hoge bergtop in het Karwendelgebergte op de grens tussen het Duitse Beieren en het Oostenrijkse Tirol. De berg ligt op het punt waar de Noordelijke Karwendelketen vanuit het zuidwesten een duidelijke knik naar het oosten maakt.
De top is via een gemarkeerde klimtocht vanuit Mittenwald via de Hochlandhütte (1623 m) en de Wörnersattel (1989 m) bereikbaar.